# Poříčí nad Sázavou
Poříčí nad Sázavou é uma comuna checa localizada na região da Boêmia Central, distrito de Benešov.